# Johann Ruprecht Hegenmüller
Johann Ruprecht Hegenmüller von Dubenweiler (* 1572 in Wien; † 17. September 1633 ebenda) war Adeliger und niederösterreichischer Land-Untermarschall.

## Leben
Johann Ruprecht Hegenmüller war der Sohn von Johann Hegenmüller, der einem Augsburger Bürgergeschlecht entstammend 1560 nach Wien kam, 1568 geadelt wurde und zuletzt kaiserlicher Hofkanzler war, und von Katharina Marschalk, verwitwete Welser. Nach dem Abschluss des Studiums mit dem Doktor der Rechte, war er Regierungskanzler und Landuntermarschall in Niederösterreich und von 1602 bis 1606 Landesanwalt in Oberösterreich. Er war Regimentsrat dreier Kaiser (Rudolf II., Mathias und Ferdinand II.) und seit 1609 kaiserl. Hofrat und mehrmals Gesandter und Minister. 1627 wurde er Landuntermarschall in NÖ und blieb es bis zum Tod.
Johann Ruprecht wurde am 20. Mai 1623 unter die neuen und schon am 12. Juli 1631 in die alten nö Ritterstandsgeschlechter aufgenommen. Er kaufte 1628 Oberranna (Gemeinde Mühldorf) und Aggsbach an der Donau, 1629 Albrechtsberg an der Pielach und weitere Lehen von Stift Passau.
Mit seiner Gemahlin Maria Magdalena Weitmair († 1639) hatte er einige Kinder, überlebt haben den Vater nur Johanna Katharina, Magdalena Susanna und Wenzeslaus. Johann R. Hegemüller starb am 17. September 1633 und ist im Schottenkloster in Wien begraben.